# Pauselijke Academie voor het Leven
De  Pauselijke Academie voor het Leven is een onderdeel van de Romeinse Curie en werd door Paus Johannes Paulus II opgericht op 11 februari 1994 door middel van het Motu proprio Vitae Mysterium.
De voornaamste doelstelling van deze academie is de studie, informatieverspreiding en opleiding aangaande de belangrijkste problemen uit de biomedische wetenschappen en de rechtspraak in verband met de verdediging van het leven in het licht van de christelijke moraal en de leer van het Kerkelijk Magisterium.
De president van de Academie wordt bijgestaan door een vicepresident en door een raad van bestuur die bestaat uit vijf academici, benoemd door de paus.
De zeventig leden van de academie worden aangesteld door de paus. Het zijn academici uit de verschillende takken van de biomedische wetenschappen en personen die begaan zijn met de verdediging van het leven. Er zijn ook drie 'ad honorem'-leden en leden die deelnemen via correspondentie.
De raad van bestuur stelt een secretaris aan die, onder leiding van de president, de organisatie van het werk van de academie waarneemt.

## Lijst van presidenten
- 1994-1994: Jérôme Lejeune
- 1994-2005: Juan de Dios Vial Correa
- 2005-2008: Elio Sgreccia
- 2008-2010: Rino Fisichella
- 2010-2016: Ignacio Carrasco de Paula
- 2016-2025: Vincenzo Paglia
- 2025-heden: Renzo Pegoraro

## Belgische en Nederlandse leden
In augustus 2004 werd mgr. Eijk, destijds bisschop van het bisdom Groningen, die tevens arts en ethicus is, benoemd tot lid van de academie. Daarvoor was hij al corresponderend lid. In maart 2005 werd hij tevens tot bestuurslid benoemd.
Ook de Oostendse arts Philippe Schepens is een bestuurslid van de academie.
In 2021 benoemde paus Franciscus de Belgische professor Chris Gastmans tot lid.

## Publicaties
De academie publiceerde onder andere de volgende documenten :
- 25 augustus 2000 - Verklaring betreffende de productie en het wetenschappelijke en therapeutische gebruik van menselijke embryonale stamcellen
- 31 oktober 2000 - Communiqué inzake de morning-afterpil
- 9 december 2000 - Respect voor de waardigheid van de stervende: ethische beschouwingen inzake euthanasie
- 3 september 2004 - Euthanasie in Nederland nu ook bij kinderen